# Bernhard Pfaffenzeller
Bernhard Pfaffenzeller (* 18. Oktober 1883 in Augsburg; † Juni 1950 im Arbeitslager Solikamsk im Nordural) war ein deutscher Politiker.

## Leben und Wirken
Der Sozialdemokrat Pfaffenzeller, der vor dem Ersten Weltkrieg von Augsburg aus nach Norden wanderte, fand in Hagenow in Mecklenburg eine Wahlheimat. Er war Zimmerer von Beruf. Im Ersten Weltkrieg wurde er in Flandern schwer verwundet. Bis Ende 1919 blieb er in englischer Gefangenschaft. Nach der Heimkehr kam er in das Stadtparlament und wurde besoldeter Senator.
In der Zeit vom 1. Juli 1945 bis zum 13. November 1945 war er Landrat im Kreis Hagenow. Bei der Landtagswahl am 20. Oktober 1946 wurde Pfaffenzeller in den 1. Landtag von Mecklenburg-Vorpommern gewählt. Ab Ende 1946 übernahm er den Vorsitz des FDGB des Kreises Hagenow und versuchte in dieser Funktion die Unabhängigkeit der Gewerkschaften gegenüber der SED zu verteidigen.
Der überzeugte Sympathisant der Politik des SPD-Vorsitzenden Kurt Schumacher in Westdeutschland musste dann am 14. November 1947 die erste öffentliche Parteikritik der SED hinnehmen; haltlose Beschuldigungen – nicht zuletzt aufgrund Pfaffenzellers sozialdemokratischer Überzeugung – folgten. Aufgrund seines anhaltenden Widerstandes gegen die Zwangsvereinigung von KPD und SPD zur SED wurde ihm das Mandat aberkannt, so dass er am 3. Oktober 1949 aus dem Landtag ausscheiden musste. Doch Bernhard Pfaffenzeller blieb ein Gegner der Kommunisten und ihrer totalitären Ideologie; er wurde von den kommunistischen Sicherheitsorganen bespitzelt, musste Diffamierungen erdulden.
Im Juni 1949 wurde Bernhard Pfaffenzeller wegen seiner demokratischen Gesinnung, für die Kommunisten innerhalb der SED ein unbequemer Gegner bei der beabsichtigten Stalinisierung der Gesellschaft, verhaftet und von einem sowjetischen Militärtribunal zu 15 Jahren Zuchthaus verurteilt. Er wurde danach in ein russisches Arbeitslager deportiert, wo er unter unmenschlichen Bedingungen im Juni 1950 im Lager Solikamsk im Nordural starb.